# Leopold Berkiewicz
Leopold Berkiewicz (ur. 15 (27) grudnia 1828 w Siedlcach, zm. w 1898 w Petersburgu) – syn Tomasza, lekarza; polski astronom, badacz planetoid Niobe i Junony.

## Życiorys
Ukończył gimnazjum w Lublinie, a potem studia matematyczne na Uniwersytecie Petersburskim w 1849 roku. Od 1851 roku był asystentem w Obserwatorium Astronomicznym w Warszawie, pracując także jako nauczyciel fizyki i chemii w szkole rabinackiej. W latach następnych pracował jako nauczyciel w szkole powiatowej, a od 1857 roku w gimnazjum gubernialnym warszawskim. W tym okresie studiował również metrologię i jednocześnie współpracował z wydawnictwem encyklopedycznym. Był jednym z autorów haseł do 28 tomowej Encyklopedii Powszechnej Orgelbranda z lat 1859–1868. Jego nazwisko wymienione jest w I tomie z 1859 roku na liście twórców zawartości tej encyklopedii.
Po 1860 roku wyjechał do Petersburga, wkrótce potem zaś wyjechał uzupełnić wiedzę do Niemiec. W 1865 roku uzyskał na Uniwersytecie Petersburskim tytuł magistra astronomii za pracę dotyczącą perturbacji planetoidy Junony. Został mianowany docentem uniwersytetu w Odessie i wykładowcą astronomii i geometrii analitycznej. W 1868 roku otrzymał tytuł doktora za pracę „Badania ruchu planety Junony”.
W 1869 roku został profesorem zwyczajnym. Na skutek konfliktów w senacie uniwersytetu stracił pracę. W 1891 roku został wybrany członkiem Rosyjskiego Towarzystwa Astronomicznego.